# Maureen Howard
Maureen Howard (Bridgeport, 28 giugno 1930 – New York, 13 marzo 2022) è stata una scrittrice statunitense.

## Biografia
Nata Maureen Theresa Kearns nel 1930 a Bridgeport dal detective di contea William L. Kearns e da Loretta Burns, nel 1952 ha conseguito un Bachelor of Arts presso lo Smith College.
Nel 1960 ha esordito con il romanzo Not a Word about Nightingales, storia di un professore universitario statunitense che trascorre il suo periodo sabbatico a Perugia e decide di soffermarsi più a lungo del previsto innescando una serie di conseguenze sul piano familiare.
Autrice di altri 8 romanzi e una raccolta di novelle, con il biografico Facts of Life ha vinto il National Book Critics Circle Award nel 1978.
Insegnante a Yale, Columbia, The New School, Brooklyn College e Santa Barbara, ha tenuto una rubrica dal titolo "Her" sul New York Times.
È morta a 91 anni nella sua abitazione di New York il 13 marzo 2022.

## Vita privata
Si sposò nel 1954 con Daniel F. Howard, professore di inglese al Williams College e al Kenyon College prima di entrare alla Rutgers University nel 1960, dove alla fine presiedette il Dipartimento inglese.  La coppia ebbe un figlio e una figlia. Il primo matrimonio di Howard terminò con un divorzio nel 1967 e l'anno successivo sposò David J. Gordon. Come il primo marito di Howard, Gordon era un professore universitario. Il suo matrimonio con David J. Gordon si è concluso con un divorzio. Nel 1981 sposò l'avvocato, agente di cambio e collega romanziere Mark Probst,  morto nel 2018.

## Opere

### Romanzi
- Not a Word about Nightingales (1960)
- Bridgeport Bus (1965)
- Before My Time (1975)
- Grace Abounding (1982)
- Expensive Habits (1986)
- Natural History (1992)
- A Lover's Almanac (1998)
- The Silver Screen (2004)
- The Rags of Time (2009)

### Novelle
- Big as Life: Three Tales for Spring (2001)

### Saggi
- Facts of Life (1978)

## Premi e riconoscimenti
- Guggenheim Fellowship: 1967[8]
- National Book Critics Circle Award: 1978 vincitrice nella categoria "Saggistica" con Facts of Life
- National Book Award per la saggistica: 1981 finalista con Facts of Life[9]
- Premio PEN/Faulkner per la narrativa: 1983 finalista con Grace Abounding, 1987 finalista con Expensive Habits e 1993 finalista con Natural History
- Premio Dos Passos: 2004